# 盧仙泳
盧仙泳（英語：Alexa Loo，1972年10月6日—），加拿大政治人物、會計師和運動員，2014年起任職卑詩省列治文市議員，曾於2006年和2010年冬季奧運會代表加拿大國家隊參與女子平行大曲道單板滑雪賽事。

## 生平
盧仙泳於卑詩省溫哥華出生，在其以南的列治文市成長，父親為華裔，母親則屬英裔和法裔背景。她就讀於卑詩大學時曾效力該校的划艇和游泳校隊，1994年取得商學士學位後供職畢馬威會計師行，並取得特許會計師資格。
她15歲時接觸單板滑雪，1997年起參賽。她於2006年意大利克龍普拉茨山世界杯賽事中贏取銅牌，為首位取得世界杯高山單板滑雪獎牌的加拿大女性運動員。同年她於都靈冬奧女子平行大曲道單板滑雪賽事排位賽中位列第20名而無緣出線。2010年溫哥華冬奧她則在女子平行大曲道單板滑雪賽事中位列第12名，同年7月宣布退役。
她於2011年市選中首次參選列治文市議員，得票第11高而告落選。2014年市選她以獨立候選人身份再度競選，這次則得票第八高而當選八名列治文市議員之一，再於2018年市選連任。
自由黨籍的卑詩省議會列治文南中選區議員列勵達宣布退休後，盧仙泳於2020年9月取得該黨的候選人資格，在同年10月24日省選中與新民主黨候選人姚君憲對壘，僅以179票之差落敗而無緣出任省議員。此後她繼續其市議員職務，並於2022年市選中以黨員身份連任市議員。
她於2010年冬奧後與古森（Ari Goosen）結婚，兩人育有兩子。

## 外部連結
- （英文）官方网站
- （英文）列治文市政府網站 盧仙泳市議員簡介 （页面存档备份，存于）